# Corbalán
Corbalán es un municipio y localidad española de la provincia de Teruel, en la comunidad autónoma de Aragón. El término municipal, ubicado en la comarca de la Comunidad de Teruel, tiene una población de 118 habitantes (INE 2024). 

## Geografía
En Corbalán se encuentra un bosque de sabinas.

## Historia
Hacia mediados del siglo XIX, el lugar tenía contabilizada una población de 156 habitantes. Aparece descrito en el sexto volumen del Diccionario geográfico-estadístico-histórico de España y sus posesiones de Ultramar de Pascual Madoz de la siguiente manera:

CORBALAN:: l. con ayunt. en la prov., adm. de rent., part. jud. y dióc. de Teruel (2 leg.), aud. terr. y c. g. de Zaragoza (24). sit. en una llanura al pie de dos cerros titulados de la sierra del Povo. Su clima es saludable y frio, bien por su elevacion ó bien por ser combatido fuertemente del viento N. Tiene 99 casas, la mayor parte en mal estado y distribuidas en dos barrios llamados alto y bajo; escuela de instruccion primaria concurrida por unos 40 alumnos y dotada con 540 rs. anuales; igl. parr. (S. Pedro Apostol). Conserva algunos vestigios de fortificaciones moriscas especialmente en el barranco llamado La Hoz, en donde habitó en una cueva el famoso D. Francisco de Alba por el año 1770, autor del libro titulado «La verdad desnuda,» por cuya publicacion fué perseguido de real órden. Tiene 2 ermitas en el pueblo denominadas Ntra. Sra. del Castillo y de Loreto: en las afueras hay otras dos, la una de San Cristóbal, sita al S. en una elevacion, y la otra de Sta. Bárbara en otra al NE.: contiguas al mismo pueblo hay dos fuentes de que hacen uso los vecinos, cuyas aguas son sanas, y sirven despues para regar unos huertecillos y prados. Confina el térm. N. con Peralejos (2 leg.); E. Escriche (1); S. con Valdecebro (2 leg.), y O. con Fortajada (1). El terreno es regularmente fértil, parte llano destinado al cultivo de cereales y parte montuoso, plantado de pinos, encinas, sabinas y pastos: le cruza y baña en parte un arroyuelo; se encuentra en él una masia y un molino harinero. Los caminos son locales: el correo se recibe de Teruel par baligero. prod.: trigo, cebada, avena, legumbres y patatas, se cria ganado lanar y vacuno; caza de perdices, conejos y liebres. pobl.: 39 vec., y 156 alm. cap. imp.: 38,844 rs. El presupuesto municipal asciende á 3,000 rs. vn. y se cubre con 500 rs. de propios, y lo restante por reparto vecinal.
(Madoz, 1847, p. 574)

## Demografía
Corbalán cuenta con una población de 118 habitantes (INE 2024).
| Gráfica de evolución demográfica de Corbalán entre 1842 y 2021 |
| |
| Población de derecho según los censos de población del INE Población de hecho según los censos de población del INEEntre el censo de 1981 y el anterior, crece el término del municipio porque incorpora a 44098 (Escriche) |

## Administración y política
| Período         | Alcalde                       | Partido |  |
| --------------- | ----------------------------- | ------- |  |
| 1979-1983       | José Tío Felipe               | UCD     |  |
| 1983-1987       |                               |         |  |
| 1987-1991       |                               |         |  |
| 1991-1995       |                               |         |  |
| 1995-1999       |                               |         |  |
| 1999-2003       |                               |         |  |
| 2003-2007       |                               |         |  |
| 2007-2011       |                               |         |  |
| 2011-2015       | Vicente Felipe González Casas | PP      |  |
| 2015-actualidad | Rogelio Dolz García           | PP      |  |

| Partido político    | Partido político                                   | 2003   | 2007   | 2011   | 2015   |
| Partido político    | Partido político                                   | Ediles | Ediles | Ediles | Ediles |
|                     | Partido Popular de Aragón (PP)                     | 1      | 1      | 2      | 4      |
|                     | Independientes                                     | —      | —      | —      | 1      |
|                     | Partido de los Socialistas de Aragón (PSOE-Aragón) | —      | —      | 1      | —      |
|                     | Partido Aragonés (PAR)                             | —      | —      | —      | —      |
|                     | Chunta Aragonesista (CHA)                          | —      | —      | —      | —      |
| Total de concejales | Total de concejales                                | 1      | 1      | 3      | 5      |

## Patrimonio
Destaca como monumento del patrimonio histórico-artístico la Baronía de Escriche, dentro de su término municipal. Dicha baronía comprendía la llamada Casa Grande de Escriche y las masías de La Casa Baja, El Espinal, Fuen del Berro, La Hita, La Rinconada, La Solana y La Peñuela. Siendo el núcleo central la Casa Grande. Dicho conjunto conformaba en el pasada el municipio independiente de Escriche que tras su despoblación fue anexionado a Corbalán. También destaca la ermita de la Virgen del Castillo, recientemente restaurada, tanto la ermita como la talla de la virgen.

## Fiestas
- 13 de junio San Antonio de Padua.
- 21 de octubre Virgen del Castillo.
- Fiestas de agosto el fin de semana más cercano a San Bartolomé,
- Otras fiestas el tercer fin de semana de octubre.